# إيبرهارد بلوم
إيبرهارد بلوم (بالألمانية: Eberhard Blum)‏ هو ضابط ألماني، ولد في 28 أبريل 1919 في كيل في ألمانيا، وتوفي في 9 يوليو 2003 في شتوتغارت في ألمانيا.

## وصلات خارجية
- ايبرهارد بلوم على موقع مونزينجر (الألمانية)